# Park Malinová – Chrpová

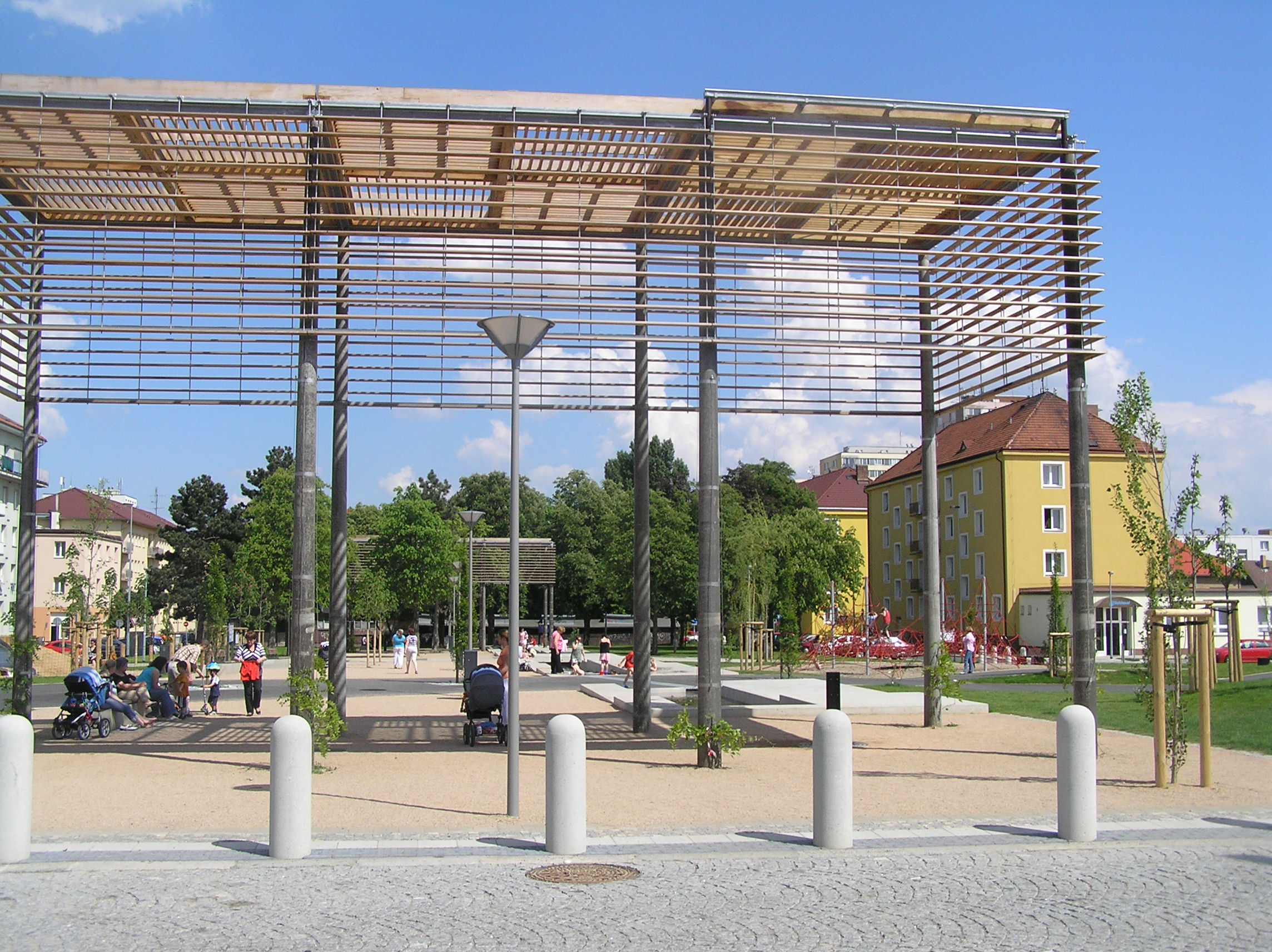
Park Malinová – Chrpová

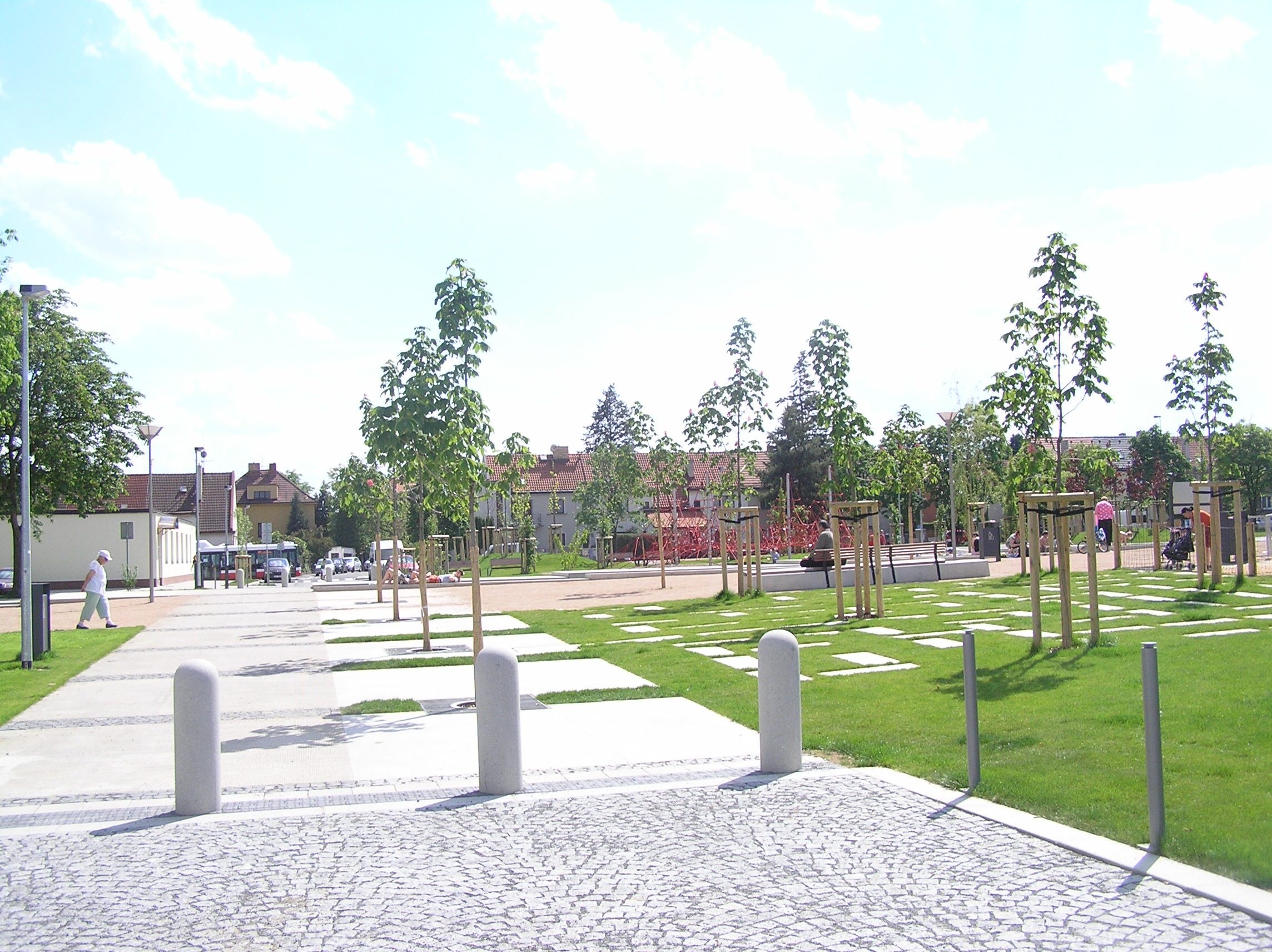
Park Malinová – Chrpová

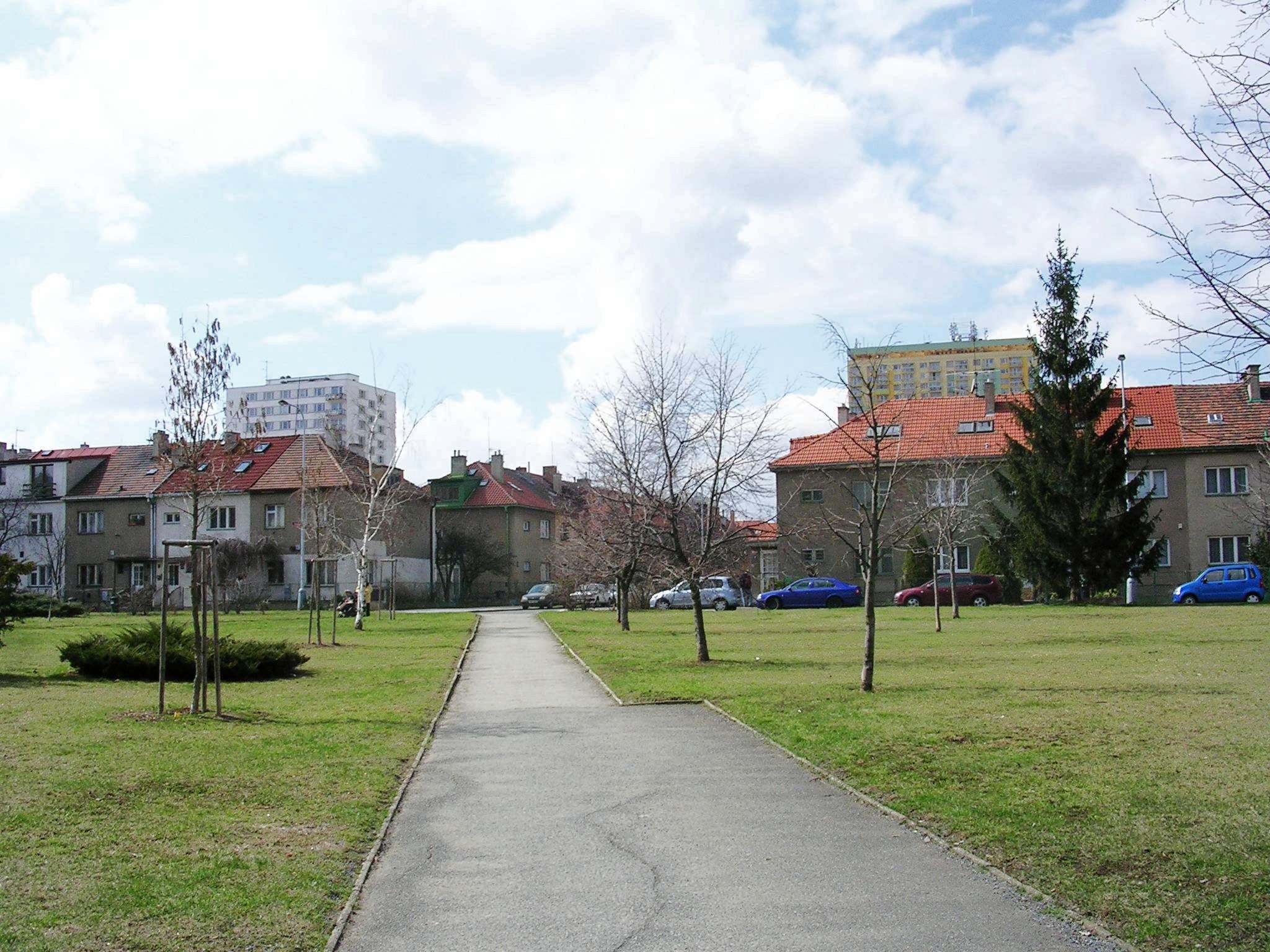
Park v roce 2006, před rekonstrukcí

Park Malinová – Chrpová se nachází ve vilové čtvrti Zahradní Město v pražských Záběhlicích. Zrevitalizovaný park byl pro veřejnost otevřen v polovině dubna roku 2011.

## Revitalizace
Cílem renovace bylo propojení dvou samostatných parků a vytvoření jednoho funkčního celku.
Velkým významem pro okolní prostředí bylo vysazení 152 kusů dřevin, které byly odděleny do několika hájků. Založeny byly také jedno a dvouřadé aleje a výsadby v pravidelném útvaru. Revitalizací byla zrušena vozovka, která původní parky oddělovala.
Součástí parku jsou dvě dětská hřiště, pítka, lavičky i dostatek odpadkových košů. Dominantními prvky parku je centrální vodní prvek s několika vodními tryskami a střechy na vysokých sloupech s vinoucí se zelení (tzv. salla tereny).
Podle webových stránek Prahy 10 díky rekonstrukci byla zklidněna i doprava v okolí a v místě vznikla nová parkovací místa.

## Financování revitalizace
Projekt revitalizace parku byl podpořen Evropským fondem pro regionální rozvoj (ERDF) v rámci Operačního programu Praha Konkurenceschopnost (OPPK). Projekt spadal pod Prioritní osu 2 – Životní prostředí, oblast podpory 2.1. – Revitalizace a ochrana území; 2. Výzva
Poskytnutá podpora byla v celkové výši 57 340 170,92 Kč. Finanční spoluúčast městské části Praha 10 byla 7,5 %.

## Ocenění
V roce 2012 získal projekt revitalizace parku Malinová – Chrpová ocenění v rámci Národní ceny za architekturu v kategorii „Krajinářská architektura a zahradní tvorba“.